# Cimarron (Kansas)
 For alternative betydninger, se Cimarron. (Se også artikler, som begynder med Cimarron)
Byen Cimarron ligger i og er county seat for Gray County, Kansas. Cimarron har 2.184 indbyggere.

## Historie
Cimarrons navn kommer fra Cimarron River.

## Geografi
Cimarron har et areal på 2.95 km².
37°48′30″N 100°20′53″V / 37.8083°N 100.348°V